# Elecciones municipales de Huancavelica de 1996
Las elecciones municipales complementarias de Huancavelica de 1996 se llevaron a cabo el 10 de noviembre de 1996 para elegir al alcalde y al Concejo Provincial de Huancavelica para el periodo 1997-1998. La elección se celebró simultáneamente con elecciones municipales complementarias en otras circunscripciones del país.

## Sistema electoral
La Municipalidad Provincial de Huancavelica es el órgano administrativo y de gobierno de la provincia de Huancavelica. Está compuesta por el alcalde y el Concejo Provincial.
La votación del alcalde y el concejo se realiza en base al sufragio universal, que comprende a todos los ciudadanos nacionales mayores de dieciocho años, empadronados y residentes en la provincia de Huancavelica y en pleno goce de sus derechos políticos, así como a los ciudadanos no nacionales residentes y empadronados en la provincia de Huancavelica.
El Concejo Provincial de Huancavelica está compuesto por 19 regidores elegidos por sufragio directo para un período de tres (3) años, en forma conjunta con la elección del alcalde (quien lo preside) La votación es por lista cerrada y bloqueada. Se asigna a la lista ganadora los escaños según el método d'Hondt o la mitad más uno, lo que más le favorezca.

## Composición del Concejo Provincial de Huancavelica
La siguiente tabla muestra la composición del Concejo Provincial de Huancavelica en funciones antes de las elecciones.
| Partidos | Partidos                  | Regidores |
| -------- | ------------------------- | --------- |
|          | Partido Popular Cristiano | 11        |
|          | Izquierda Unida           | 3         |
|          | Lista Independiente N° 3  | 2         |
|          | Lista Independiente N° 9  | 2         |
|          | Lista Independiente N° 15 | 1         |

## Partidos y candidatos
A continuación se muestra una lista de los principales partidos y alianzas electorales que participaron en las elecciones:
| Candidatura | Candidatura | Partidos y alianzas                                      | Candidatos | Candidatos                     | Ideología                                | Resultado previo | Resultado previo | Ref. |
| Candidatura | Candidatura | Partidos y alianzas                                      | Candidatos | Candidatos                     | Ideología                                | Votos (%)        | Reg.             | Ref. |
| ----------- | ----------- | -------------------------------------------------------- | ---------- | ------------------------------ | ---------------------------------------- | ---------------- | ---------------- | ---- |
|             | AP          | Lista - Acción Popular (AP)                              |            | Sin información disponible     | Humanismo Nacionalismo cívico Reformismo | 4.40%            | 0                |      |
|             | IND         | Lista - Lista Independiente N° 3 Unidos por Huancavelica |            | Sin información disponible     | Localismo huancavelicano                 | Nuevo            | Nuevo            |      |
|             | IND         | Lista - Lista Independiente N° 5 Comunal Huancavelicana  |            | Sin información disponible     | Localismo huancavelicano                 | Nuevo            | Nuevo            |      |
|             | IND         | Lista - Lista Independiente N° 7 Ahora Huancavelica      |            | Federico Salas-Guevara Schultz | Localismo huancavelicano                 | Nuevo            | Nuevo            |      |

## Resultados

### Sumario general
|                        |                                                  |              |              |              |           |           |
| Partidos y coaliciones | Partidos y coaliciones                           | Voto popular | Voto popular | Voto popular | Regidores | Regidores |
| Partidos y coaliciones | Partidos y coaliciones                           | Votos        | %            | ±pp          | Total     | +/−       |
|                        | Lista Independiente N° 7 Ahora Huancavelica      | 9,526        | 32.77        | n/a          | 10        | +10       |
|                        | Lista Independiente N° 3 Unidos por Huancavelica | 9,191        | 31.62        | n/a          | 5         | +5        |
|                        | Lista Independiente N° 5 Comunal Huancavelicana  | 7,308        | 25.14        | n/a          | 3         | +3        |
|                        | Acción Popular (AP)                              | 3,045        | 10.47        | +6.07        | 1         | +1        |
|                        |                                                  |              |              |              |           |           |
| Total                  | Total                                            | 29,070       |              |              | 19        | ±0        |
|                        |                                                  |              |              |              |           |           |
| Votos válidos          | Votos válidos                                    | 29,070       | 81.12        | +8.76        |           |           |
| Votos en blanco        | Votos en blanco                                  | 2,748        | 7.67         | –3.80        |           |           |
| Votos nulos            | Votos nulos                                      | 4,019        | 11.21        | –4.96        |           |           |
| Votos emitidos         | Votos emitidos                                   | 35,837       | 62.83        | +3.66        |           |           |
| Abstenciones           | Abstenciones                                     | 21,201       | 37.17        | –3.66        |           |           |
| Votantes registrados   | Votantes registrados                             | 57,038       |              |              |           |           |
|                        |                                                  |              |              |              |           |           |
| Fuente:                |                                                  |              |              |              |           |           |

### Concejo Provincial de Huancavelica
| Cargo                               | Autoridad electa               | Partido político | Partido político         |
| ----------------------------------- | ------------------------------ | ---------------- | ------------------------ |
| Alcalde Provincial de Huancavelica  | Federico Salas-Guevara Schultz |                  | Lista Independiente N° 7 |
| Regidora Provincial de Huancavelica | Ana Nuñez Palomino             |                  | Lista Independiente N° 7 |
| Regidor Provincial de Huancavelica  | Pedro Palomino Pastrana        |                  | Lista Independiente N° 7 |
| Regidora Provincial de Huancavelica | Angélica Betalilluz Chirinos   |                  | Lista Independiente N° 7 |
| Regidor Provincial de Huancavelica  | Alfonso Zuásnabar Quispe       |                  | Lista Independiente N° 7 |
| Regidor Provincial de Huancavelica  | Ricardo Coronel Espinoza       |                  | Lista Independiente N° 7 |
| Regidor Provincial de Huancavelica  | Héctor Segovia Alguiar         |                  | Lista Independiente N° 7 |
| Regidora Provincial de Huancavelica | Mercedes Heredia Cabrera       |                  | Lista Independiente N° 7 |
| Regidor Provincial de Huancavelica  | Juan Rojas de la Cruz          |                  | Lista Independiente N° 7 |
| Regidor Provincial de Huancavelica  | Miguel Cárdenas Sedano         |                  | Lista Independiente N° 7 |
| Regidor Provincial de Huancavelica  | Rubén Sánchez Lizana           |                  | Lista Independiente N° 7 |
| Regidor Provincial de Huancavelica  | Edwin Parejas Rodríguez        |                  | Lista Independiente N° 3 |
| Regidor Provincial de Huancavelica  | Lizandro Arhuata Coarita       |                  | Lista Independiente N° 3 |
| Regidor Provincial de Huancavelica  | Hugo Valencia Miranda          |                  | Lista Independiente N° 3 |
| Regidor Provincial de Huancavelica  | Julio Manrique Vergara         |                  | Lista Independiente N° 3 |
| Regidor Provincial de Huancavelica  | Juan Mendoza Mollares          |                  | Lista Independiente N° 3 |
| Regidor Provincial de Huancavelica  | Nicanor Saforas Matos          |                  | Lista Independiente N° 5 |
| Regidor Provincial de Huancavelica  | Teodosio Huamán Capani         |                  | Lista Independiente N° 5 |
| Regidor Provincial de Huancavelica  | José Cayllahua Pantoja         |                  | Lista Independiente N° 5 |
| Regidor Provincial de Huancavelica  | Hermes Yalle Meza              |                  | Acción Popular           |

## Elecciones municipales complementarias distritales

### Sumario general
| Partidos y coaliciones | Partidos y coaliciones                           | Voto popular | Voto popular | Voto popular | Alcaldías | Alcaldías |
| Partidos y coaliciones | Partidos y coaliciones                           | Votos        | %            | ±pp          | Total     | +/−       |
| ---------------------- | ------------------------------------------------ | ------------ | ------------ | ------------ | --------- | --------- |
|                        | Lista Independiente N° 7 Ahora Huancavelica      |              |              | n/a          | 0         | ±0        |
|                        | Lista Independiente N° 3 Unidos por Huancavelica |              |              | n/a          | 1         | +1        |
|                        | Lista Independiente N° 5 Comunal Huancavelicana  |              |              | n/a          | 0         | ±0        |
|                        | Acción Popular (AP)                              |              |              |              | 1         | +1        |
|                        | Listas independientes distritales                |              |              | n/a          | 1         | +1        |
|                        |                                                  |              |              |              |           |           |
| Total                  | Total                                            |              |              |              | 3         | ±0        |
|                        |                                                  |              |              |              |           |           |
| Votos válidos          |                                                  |              |              |              |           |           |
| Votos en blanco        |                                                  |              |              |              |           |           |
| Votos nulos            |                                                  |              |              |              |           |           |
| Votos emitidos         |                                                  |              |              |              |           |           |
| Abstenciones           |                                                  |              |              |              |           |           |
| Votantes registrados   |                                                  |              |              |              |           |           |
|                        |                                                  |              |              |              |           |           |
| Fuente:                |                                                  |              |              |              |           |           |

### Resultados por distrito
La siguiente tabla enumera el control de los distritos de la provincia de Huancavelica. El cambio de mando de una organización política se resalta del color de ese partido.
| Distrito         | Alcalde(sa) en funciones  | Partido político | Partido político           | Alcalde(sa) electo(a)       | Partido político | Partido político         |
| ---------------- | ------------------------- | ---------------- | -------------------------- | --------------------------- | ---------------- | ------------------------ |
| Acobambilla      | Rogelio Ramos Huamán      |                  | Lista Independiente N° 3   | Mario Camacllanqui Laurente |                  | Lista Independiente N° 9 |
| Acoria           | Florentino Garcia Egoavil |                  | Unión Cívica Independiente | Feliciano Huamán Muñoz      |                  | Lista Independiente N° 3 |
| Mariscal Cáceres | Alberto Escobar Lunazco   |                  | Izquierda Unida            | Jorge Huamán García         |                  | Acción Popular           |